# Bujunda
Bujunda (rusky Буюнда) je řeka v Magadanské oblasti v Rusku. Je dlouhá 434 km. Plocha povodí měří 24 800 km².

## Průběh toku
Protéká skrze Kolymskou pahorkatinu. Na dolním toku překonává řadu peřejí. V jejím povodí se nachází přibližně 1500 jezer. Ústí zprava do Kolymy.

## Vodní režim
Zdrojem vody jsou sněhové a dešťové srážky. Zamrzá v říjnu a rozmrzá v květnu.